# Calophyllum bracteatum
Calophyllum bracteatum là một loài thực vật có hoa thuộc họ Clusiaceae.
Loài này chỉ có ở Sri Lanka.